# Funicular de Santiago
| \| \| \| Übergang Teleférico de Santiago \| 828 m \| \| \| 0,485 \| Cumbre \| 820 m \| \| \| 0,243 \| Ausweiche \| 644 m \| \| \| 0,140 \| Zoologíco \| 569 m \| \| \| 0,000 \| Pío Nono \| 468 m \| \| \| \| Übergang Red Metropolitana de Movilidad \| \| |       |                                         |       |
| |       | Übergang Teleférico de Santiago         | 828 m |
| Kopfbahnhof Streckenanfang | 0,485 | Cumbre                                  | 820 m |
| | 0,243 | Ausweiche                               | 644 m |
| Haltepunkt / Haltestelle | 0,140 | Zoologíco                               | 569 m |
| Kopfbahnhof Streckenende | 0,000 | Pío Nono                                | 468 m |
| |       | Übergang Red Metropolitana de Movilidad |       |

Die Funicular de Santiago (deutsch Standseilbahn von Santiago) ist eine touristisch genutzte Standseilbahn in der chilenischen Hauptstadt Santiago de Chile und führt von Süden auf den 880 Meter hohen Hausberg der Stadt, den Cerro San Cristóbal. Die Bahn bedient drei Stationen auf der 485 Meter langen Strecke.

## Geschichte
Die Idee einer Aufstiegshilfe am Cerro San Cristóbal entstand in den 1910er Jahren und wurde schließlich 1922 vom italienischen Ingenieur Ernesto Bozo Pezza mit der Planung einer Standseilbahn konkretisiert. Der Bahnbau begann am 24. November 1923 und weniger als ein Jahr später am 14. November 1924 startete der erste Testbetrieb. Die Belastungstests des Zugseiles aus Stahl und der Eisenschienen wurden vom Ingenieur Jorge Alessandri durchgeführt, der 1958 Präsident der Republik Chile wurde. Die offizielle Einweihung erfolgte am 25. April 1925 durch seinen Vater, Präsident Arturo Alessandri.
Die Zugangsstation am Fuße des Hügels ist das Werk des Architekten Luciano Kulczewski.
Zwischen dem 11. Juli und dem 11. August 1949 wurde der Betrieb der Funicular de Santiago wegen Reparatur- und Wartungsarbeiten eingestellt. Vom 10. bis 13. Juli und vom 17. bis 20. Juli 1950 war sie wegen verschiedener Reparaturarbeiten erneut geschlossen. In jenen Jahren lagen die Fahrpreise zwischen 3,60 und 7,40 Pesos, wobei für Schulkinder ein Sondertarif von 2 Pesos galt.
Im Juni 1978 wurden die Wagen grundlegend umgebaut. Sie wurden leichter gemacht, indem die schwere Eisen- und Holzstruktur durch Stahl und Aluminium ersetzt wurde. Zur Erhöhung der Kapazität und besseren Sichtbarkeit wurden Sitze entfernt und die Wagen in helleren Farben lackiert und auf freundlichere Weise dekoriert.

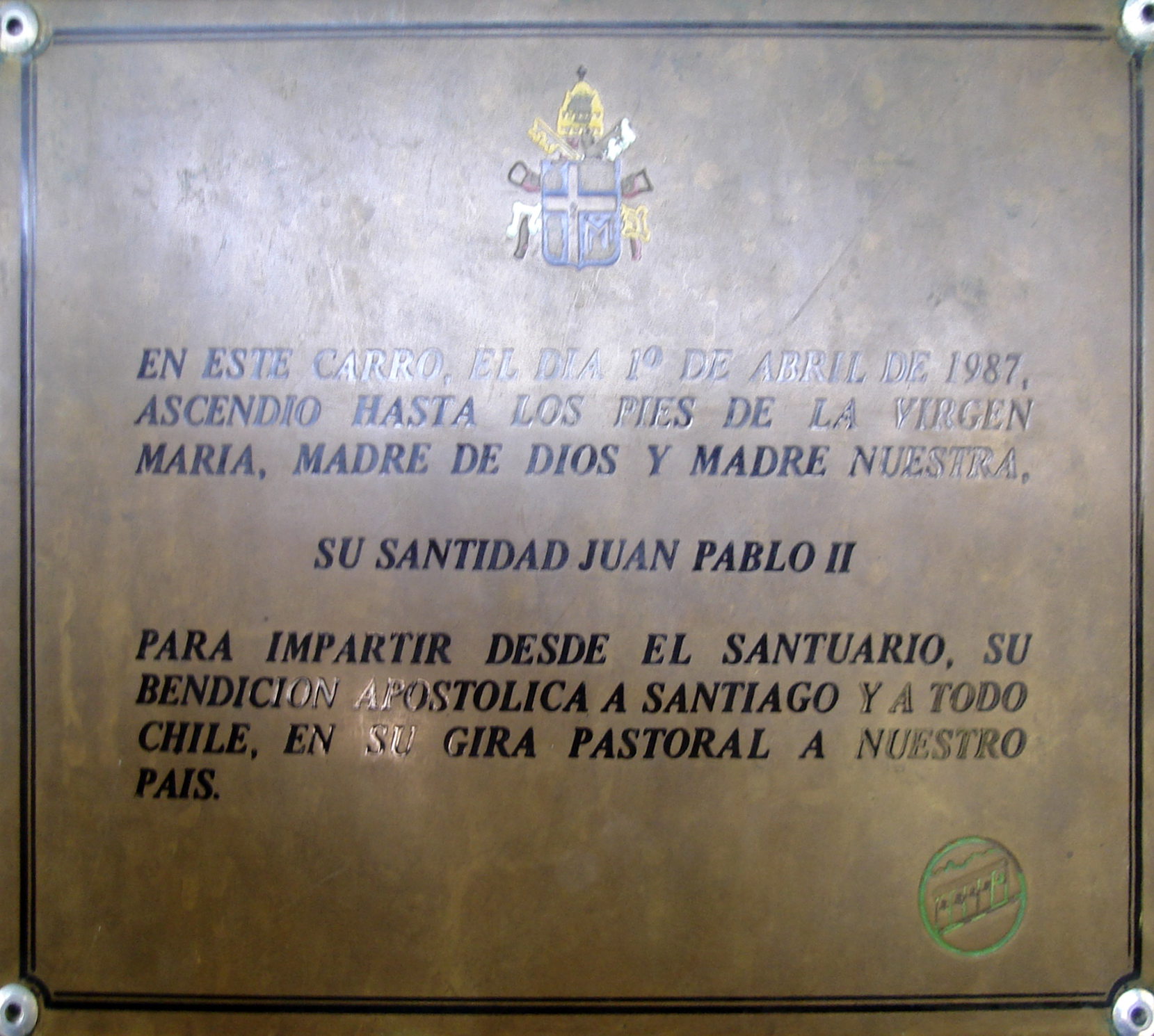
Die Erinnerungsplakette an den Besuch von Papst Johannes Paul II. (2012)

Papst Johannes Paul II. fuhr während seines einzigen Chile-Besuches am 1. April 1987 mit der Standseilbahn von Santiago, eine Gedenkplakette erinnert an dieses Ereignis.
Im Januar 1998 ereignete sich der bis dato einzige schwere Unfall auf der Standseilbahn, als ein bergwärts fahrender Wagen, in dem sich sechs Parkmitarbeiter befanden, aufgrund einer zu späten Betätigung der Bremsen mit dem Prellbock in der Station Cumbre kollidierte. Ein Mann verlor seinen linken Arm und die Front des Wagens wurde schwer beschädigt.
Aufgrund der COVID-19-Pandemie stellte die Funicular de Santiago ihren Betrieb im Frühjahr 2020 ein. Die vorübergehende Schließung sollte genutzt werden, um bis November 2021 Umbau- und Restaurierungsarbeiten durchzuführen. Dazu gehörten unter anderem eine Änderung der Wagenstruktur (unter Beibehaltung des Fahrgestells), um den aktuellen Sicherheits- und Zugänglichkeitsstandards zu entsprechen, der Austausch der Bahnhofsdächer und die Verbesserung der Schienen, die unter den Auswirkungen von Feuchtigkeit und Erdbeben litten. Tatsächlich zogen sich die Arbeiten hin und die Standseilbahn wurde erst am 22. Juli 2022 wiedereröffnet. Im Mai 2023 wurde der Salón Tudor an der Bergstation als Café wiedereröffnet.

## Strecke
Die Standseilbahn liegt auf der Südseite des Cerro San Cristóbal. Sie führt von der Talstation Pío Nono unterhalb des Zoos an der Avenida Alberto Mackenna auf 468 Metern Meereshöhe mit einer Neigung zwischen 45 und 48 Grad nordnordostwärts und erreicht nach 140 Metern die Zwischenstation Zoológico. Danach kommt zur Hälfte der Strecke die Ausweiche und nach 485 Metern wird die Bergstation Cumbre auf 820 Metern über dem Meer erreicht.

## Technik
Die Funicular de Santiago ist eine klassische Standseilbahn mit einer Spurweite von 1050 Millimetern. Die zwei Wagen, die jeweils bis zu 40 Personen befördern können, werden durch ein 34 Millimeter dickes Stahlseil gezogen. Jeder Wagen ist in fünf Abteile unterteilt, die alle offen sind, um die Panoramasicht zu verbessern. Der Antriebsstrang besteht aus einem 102 PS starken Drehstrom-Elektromotor, der das System über ein offenes Untersetzungsgetriebe und Kettenräder bewegt. Das reicht für eine Geschwindigkeit der Bahn von 1,5 Metern pro Sekunde, umgerechnet 5,4 Stundenkilometer. Der Motor, das Design und die meisten Teile der Untersetzungsgetriebebaugruppe sind originalgetreu. Die Antriebseinheit wird manuell von einem Fahrer über einen 6-Kontakt-Hauptschalthebel bedient, der mit einem elektrischen Widerstand verbunden ist. So wird die Drehzahl des Motors und damit die Geschwindigkeit geregelt. Außerdem verfügt es über zwei Bremssysteme, eines für den Betrieb und eines für den Notfall, die auf Schwungräder wirken, die auf einer der Achsen des Untersetzungsgetriebes installiert sind, sowie über einen Satz Bremsbeläge, die bei Betriebsbremsen manuell vom Fahrer und bei Notbremsen automatisch mechanisch über Seile und Stangen von den Wagen selbst aktiviert werden. Bei der Sanierung 2021 wurden elektronische Geräte integriert, um die Notbremsen des Antriebsstrangs zu aktivieren und so eine sofortige Reaktion zu ermöglichen. Außerdem wurde die traditionelle Form der Kommunikation, die es dem Fahrer ermöglicht, das System zu starten oder zu stoppen, ersetzt. Früher erfolgte sie über Klingelsignale, die im Kontrollraum installiert sind und von den Fahrern aus den Wagen heraus aktiviert werden. Jetzt ist ein Funkübertragungssystem integriert, das eine flüssigere Kommunikation zwischen Fahrern und Steuerung ermöglicht.

## Betrieb

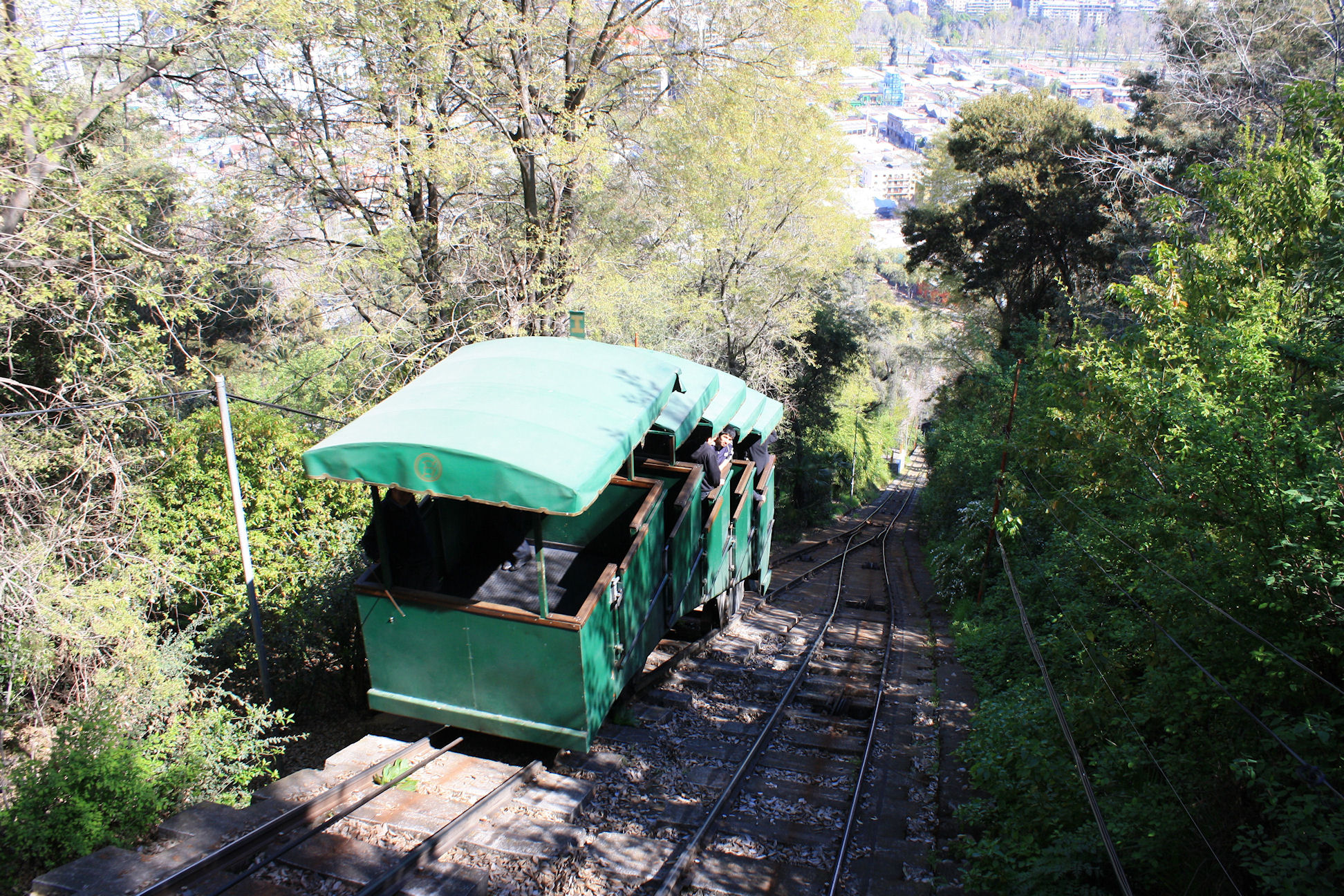
Ein aufwärts fahrender Wagen in der Ausweiche (2010)

Im Jahr 2013 wurde die Konzession für die Funicular de Santiago an die Transportes Turísticos Santiago Limitada (Turistik) vergeben.
Die Betriebszeiten der Standseilbahn sind in Winterzeiten dienstags bis sonntags von 10:00 bis 18:45 Uhr und montags von 13:00 bis 18:45 Uhr. An jedem ersten Montag im Monat ist die Bahn für Wartungsarbeiten geschlossen. Im Sommer verlängert sich die Betriebszeit täglich bis 19:45 Uhr. Eine Berg- oder Talfahrt über die Gesamtstrecke dauert jeweils rund 8:15 Minuten, die Bahn fährt in einem 15-Minuten-Takt.
Im April 2025 kostet die einfache Fahrt über die Gesamtstrecke der Funicular für eine Erwachsene Dienstag bis Freitag 1600 Pesos (CLP), umgerechnet 1,50 EUR, sowie an Wochenenden und Feiertagen 2050 CLP, umgerechnet 1,95 EUR.

## Auszeichnungen
Am 16. November 2000 wurde die Funicular de Santiago zum historischen Denkmal Chiles erklärt.

## Bildergalerie

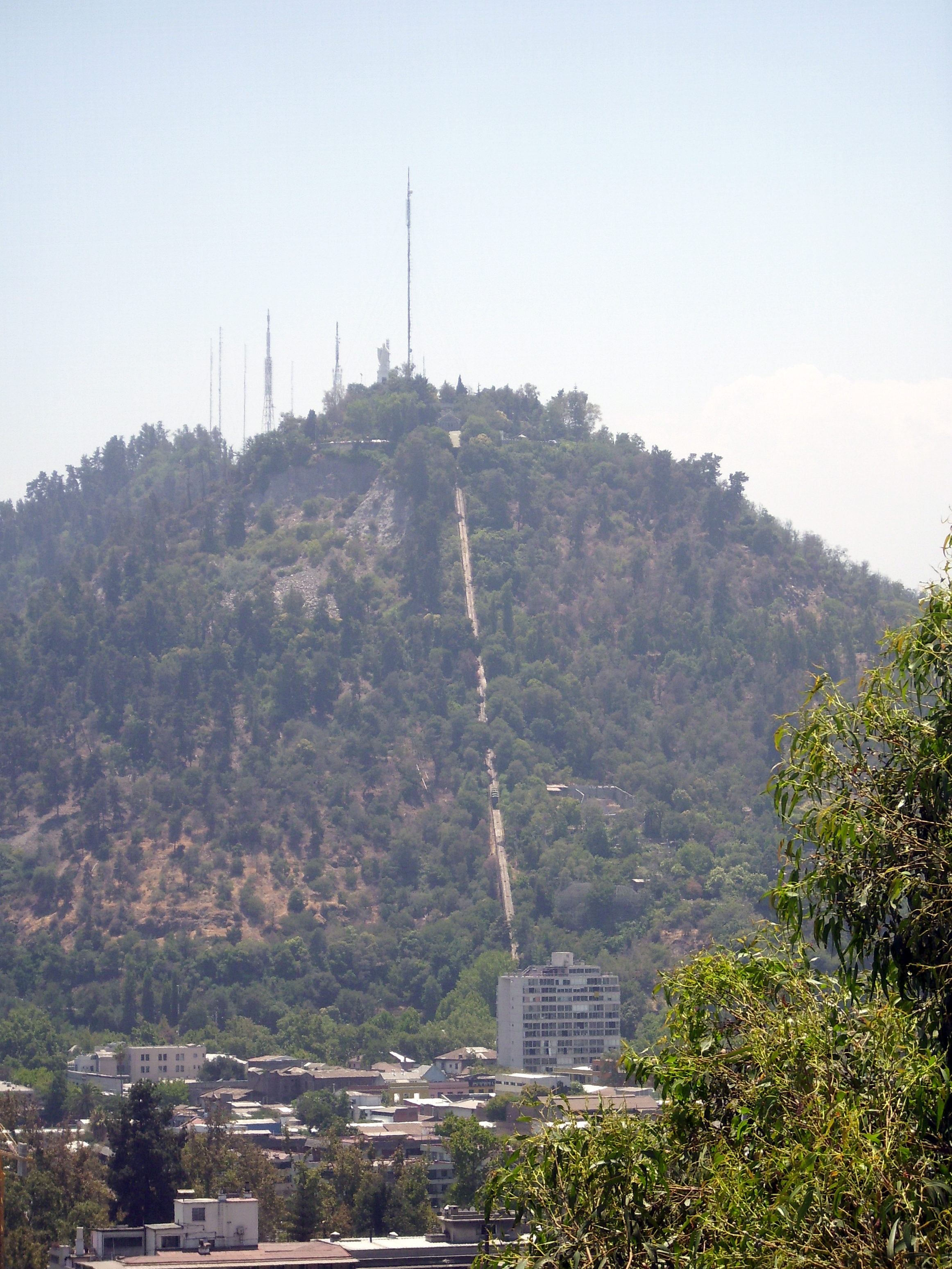
Ansicht vom gegenüberliegenden Cerro Santa Lucía (2010)
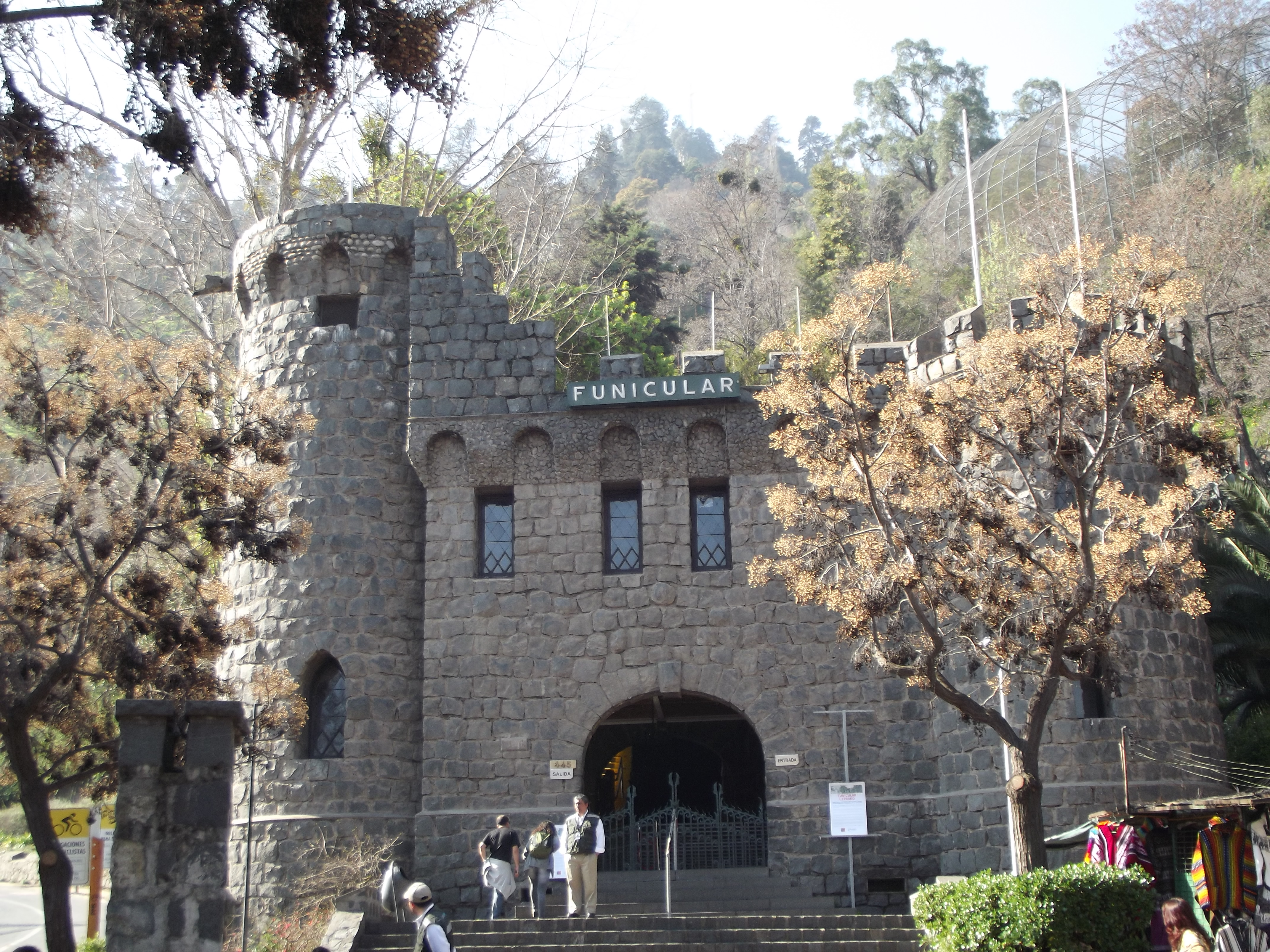
Die Talstation Pío Nono (2012)
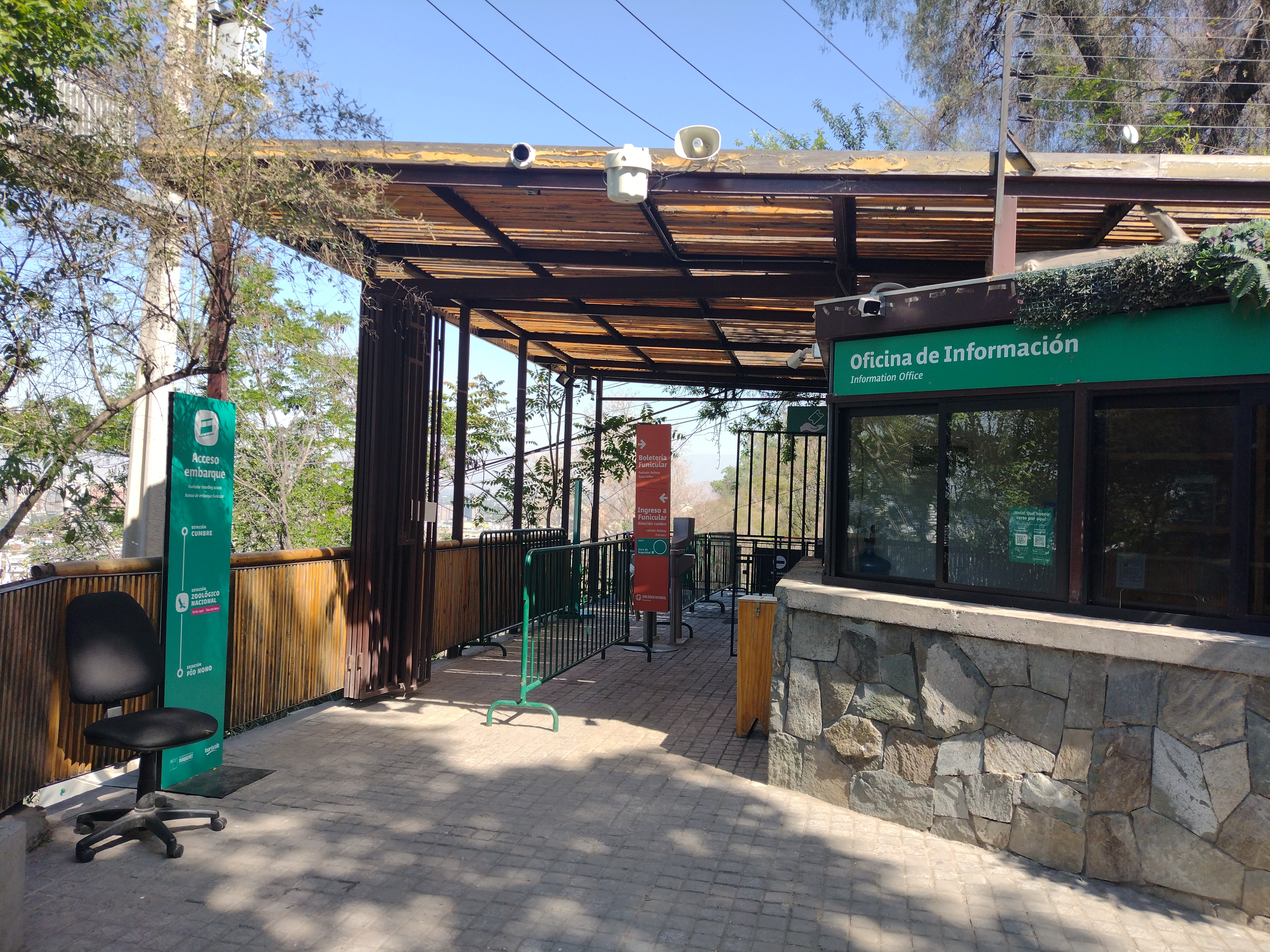
Der Zugang zur Zwischenstation Zoológico (2022)
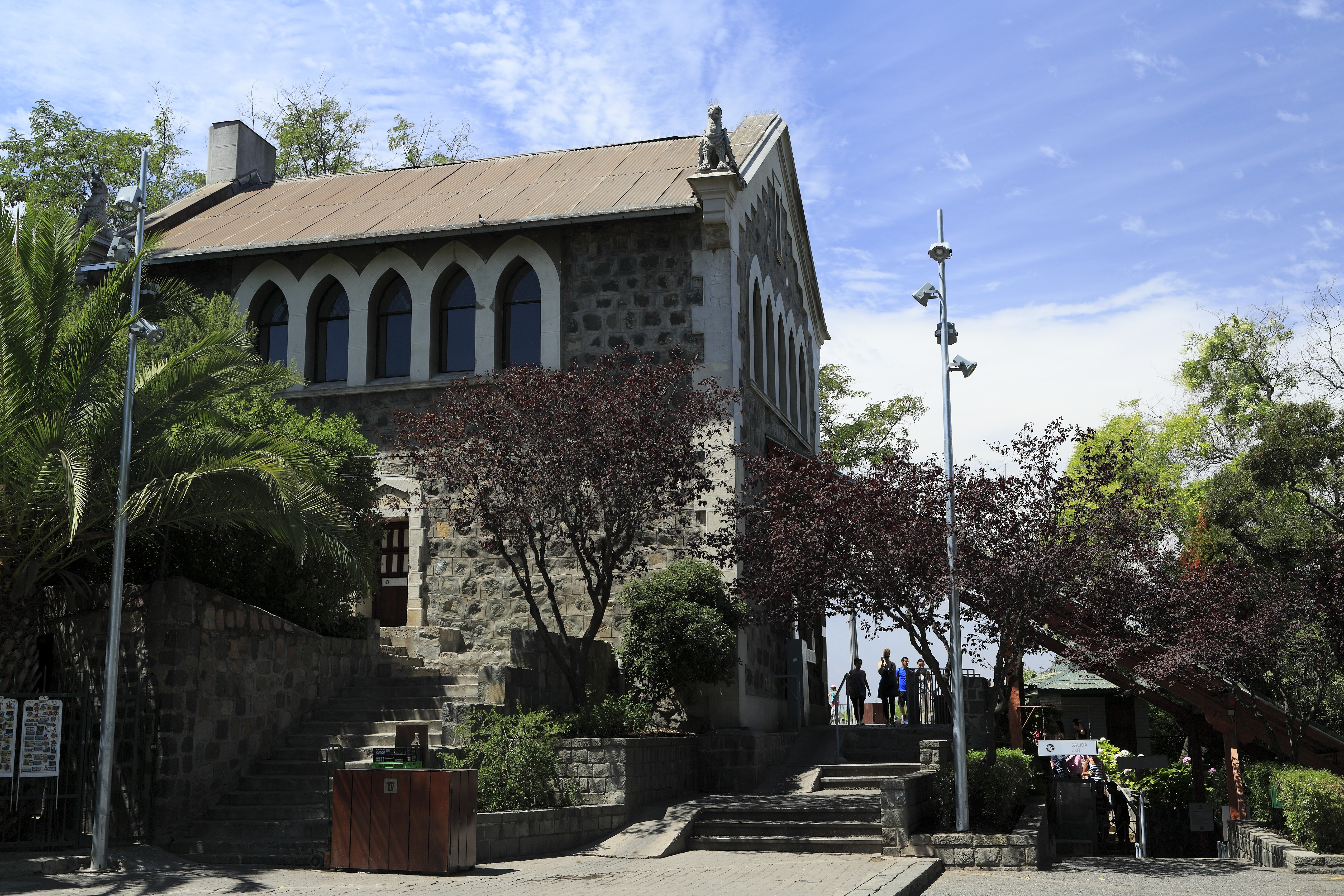
Das Seilbahnmaschinenhaus an der Bergstation Cumbre (2016)
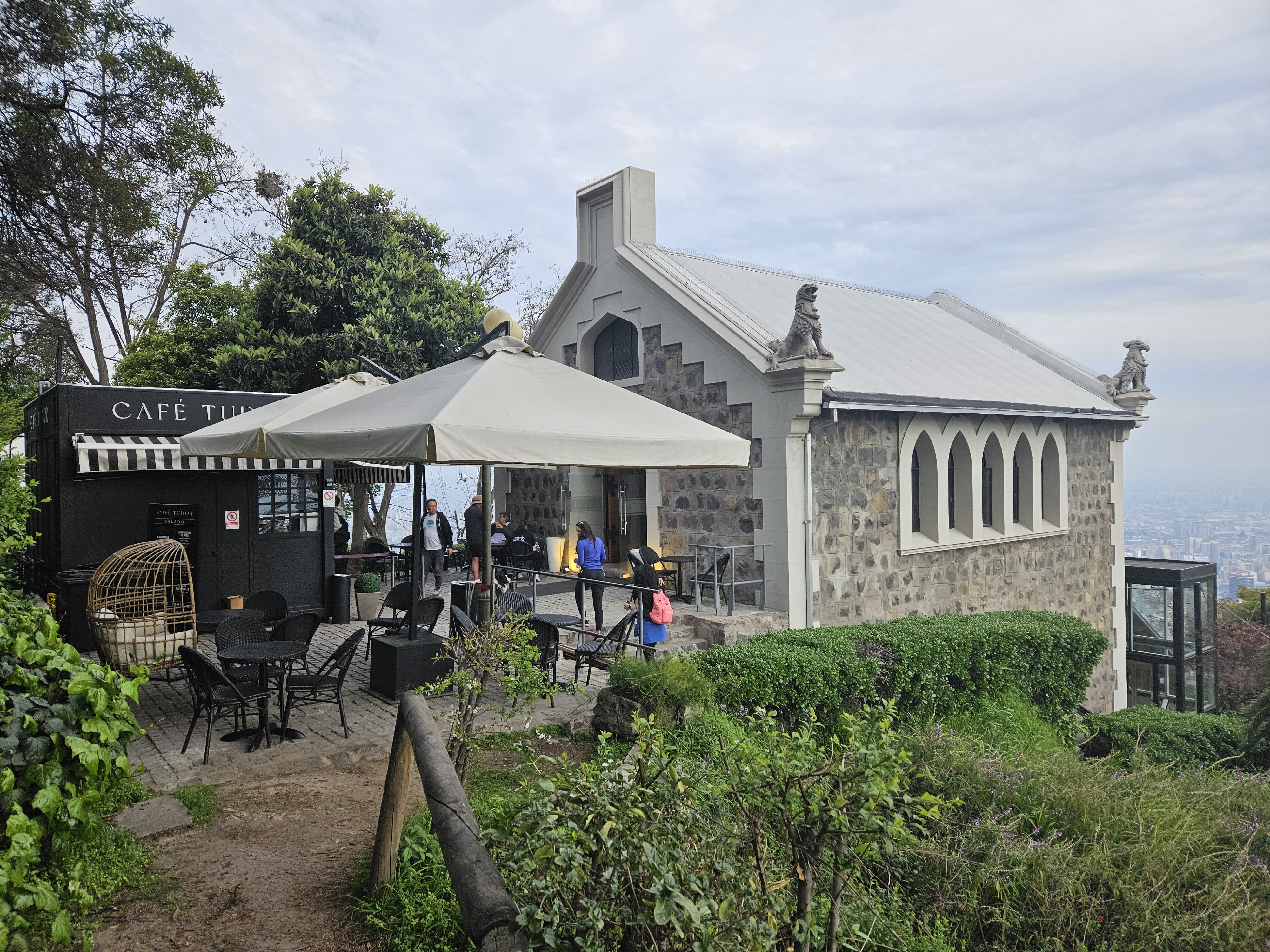
Das Café Tudor an der Bergstation Cumbre (2024)